# タイ赤十字社
タイ赤十字社（タイせきじゅうじしゃ、タイ語: สภากาชาดไทย、英語： Thai Red Cross Society）はタイ王国の人道支援組織の一つ。国際赤十字赤新月社連盟の一員として事業を行っている。1893年設立、本部はバンコク都パトゥムワン区に所在。

## 歴史
タイ赤十字社の設立は、1893年のメコン川左岸の領有をめぐる泰仏戦争の勃発に起因している。戦争当時、戦闘で多くの負傷兵が出たがタイではまだ負傷兵を治療する医療組織を保有していなかった。そこでプリアン・パーサゴーンウォン（เปลี่ยน ภาสกรวงษ์）が女性志願者を組織して、ラーマ5世(チュラーロンコーン王)の妃サワンワタナー王妃に人道支援組織の設立許可を願い出た。ラーマ5世はこの奏上に関心を示し、勅許を与えるともに、設立資金として443,716バーツを下賜した。これにより1893年4月26日タイ赤十字社の前身となるウナーロームデーン社(สภาอุณาโลมแดง) がサワンワタナー王妃の庇護の下で創設された。サオワパー王妃が初代社長に就任し、プリアンが事務局長としての任を負った。
その後サヤーム赤十字社と社名を変更。さらにタイの国号の変更に伴い、現在のタイ赤十字社に改称した。1920年5月27日、赤十字国際委員会によって公認され、1921年4月8日、国際赤十字赤新月社連盟に加盟した。

## 事務局
バンコク パトゥムワン区 ラーマ4世通り テートプラギヤット館4階（1871 อาคารเทิดพระเกียรติฯ ชั้น 4 ถ.พระราม 4 เขตปทุมวัน กรุงเทพฯ 10330）

## 業務
国際赤十字赤新月社運動の定款に基づき、タイ赤十字社は戦時、災害時には、社内の救援・公共衛生局によって人道、緊急救援を行う。同局は国内遠隔地の公共衛生の改善も担当している。さらに赤十字社は、さまざまな医療サービス、慈善事業を実施している。

### 医療サービス
タイ赤十字社はバンコクで1,479床のベッドを保有する大型病院チュラーロンコーン王記念病院とチョンブリー県シーラーチャー郡で500床のベッドを保有する総合病院サワンワタナー王妃記念病院を運営している。また、サムットプラーカーン県に赤十字社リハビリテーションセンターがあり、長期療養者に物理療法、リハビリテーションなどの治療を施している。

### 献血
タイ国立血液センターが行っている献血事業は、タイにおける赤十字活動のもっとも一般的なイメージを形成しているといえる。 1952年に設立された血液センターは血液の処理と供給を担っており、バンコクおよび近郊地域、および全国の147箇所の地域支部を通じて提供している。

### 臓器提供
タイ赤十字社臓器提供センターが1994年から活動を行っており、タイの臓器提供に関する唯一の国家コーディネーター組織として地位を与えられている。さらに、1965年からタイ赤十字社アイバンクも角膜移植のために角膜組織を提供する活動を全国10箇所の地方事務所を通じて行っている。.

### AIDSプログラム
タイ赤十字社AIDS研究センターは、さまざまな医療施設を通じてヒト免疫不全ウイルス(HIV)感染検査およびカウンセリングを行っている。さらにHIVへの感染を予防とHIV感染者の生活の質を改善していくための啓蒙教育活動を行っている。センターでは、NIV-NAT(HIV-オランダ・オーストラリア・タイ共同研究）プログラムに基づく国際HIV共同研究に参加しており、 HIVとともに生きる人々にさまざまなサービスを提供している。

### ワクチン・狂犬病予防
サオワパー王妃記念研究所では、タイ国内消費用にBCGワクチンと狂犬病ワクチン、抗蛇毒血清の製造を行っている。狂犬病予防注射も行っている。さらに研究所所有のスネークファームは、社会教育のために一般人・観光客に開放されている。

### 医療教育
タイ赤十字社看護大学は、タイにおいて看護師の専門教育を行っている拠点機関の一つ。さらに、チュラーロンコーン王記念病院は、この看護大学とチュラーロンコーン大学医学部の研修病院でもある。

### 児童福祉
タイ赤十字社児童ホームは、チュラーロンコーン王記念病院に捨てられてしまった子どもたちの世話をし、再び家族に戻したり、養子先を紹介するなどの活動を行っている。

## 関連事項
- 赤十字社
- 国際赤十字赤新月社連盟
- 赤十字国際委員会
- 国際赤十字赤新月組織一覧
- チュラーロンコーン王記念病院